# Shang-Hua Teng
Shang-Hua Teng (chinesisch 滕尚华, Pinyin Téng Shànghuá; * 1964 in Peking, Volksrepublik China)  ist ein US-amerikanischer Mathematiker und Informatiker chinesischer Herkunft.
Teng, Sohn eines Professors für Bauingenieurwesen, studierte ab 1981 Elektrotechnik und Informatik an der Jiaotong-Universität Shanghai (Bachelor-Abschluss 1985) und Informatik an der University of Southern California (USC) mit einem Master-Abschluss 1988 bei Leonard Adleman. 1991 wurde er an der Carnegie-Mellon University bei Gary Lee Miller promoviert (Points, Spheres and Separators: A Unified Geometric Approach to Graph Partitioning).
Danach war er bei am Forschungszentrum Xerox PARC (1991/92), am Ames Research Center der NASA und bei Intel, 1992 bis 1994 am Massachusetts Institute of Technology (MIT) als Moore-Instructor. 1994 wurde er Assistant Professor für Informatik an der University of Minnesota und 1997 Associate Professor an der University of Illinois at Urbana-Champaign, wo er 2000 Professor wurde. Ab 2002 war er Professor an der Boston University, seit 2006 Gastprofessor bei Microsoft Research Asia (und war außerdem bei Microsoft Research in Redmond und in Neuengland) und seit 2004 Gastprofessor an der Tsinghua University. Seit 1999 ist er Research Affiliate Professor am MIT. 1997 bis 1999 war er bei IBM an deren Almaden Research Center. Er ist seit 2002 Senior Research Scientist bei Akamai Technologies Inc. 2009 wurde er Professor an der Viterbi School of Engineering der University of Southern California.
Teng beschäftigt sich mit Algorithmen,  Graphentheorie, kombinatorisches wissenschaftliches Rechnen, kombinatorischer Optimierung,  kombinatorischer Spieltheorie,  wissenschaftliches Rechnen auf Parallelrechnern, rechnergestützter Geometrie (zum Beispiel Gittererzeugung). Insbesondere stammt von ihm und Daniel Spielman das Konzept der geglätteten Analyse der Effizienz von Algorithmen (Smoothed Analysis). Teng hält mehrere US-Patente.
2008 und 2015 erhielt er jeweils mit Spielman den Gödel-Preis und 2009 den Fulkerson-Preis. Er war 1996 bis 1998 Sloan Research Fellow und ist Fellow der ACM.